# Ярское сельское поселение (Белгородская область)
Я́рское се́льское поселе́ние — упразднённое муниципальное образование в Новооскольском районе Белгородской области.
Административный центр — село Ярское.
19 апреля 2018 года упразднено при преобразовании Новооскольского района в Новооскольский городской округ.

## История
Ярское сельское поселение образовано 20 декабря 2004 года в соответствии с Законом Белгородской области № 159.

## Население
| 2010  | 2011  | 2012  | 2013  | 2014  | 2015  | 2016  |
| ----- | ----- | ----- | ----- | ----- | ----- | ----- |
| 1560  | ↘1554 | ↘1542 | ↘1525 | ↘1511 | ↘1489 | ↘1466 |
| 2017  | 2018  |       |       |       |       |       |
| ↘1456 | ↘1409 |       |       |       |       |       |

## Состав сельского поселения
| № | Населённый пункт | Тип населённого пункта       | Население |
| - | ---------------- | ---------------------------- | --------- |
| 1 | Барсук           | село                         | ↘267      |
| 2 | Богдановка       | село                         | ↘270      |
| 3 | Васильевка       | хутор                        | ↘28       |
| 4 | Гайдашовка       | хутор                        | ↘48       |
| 5 | Гнилица          | хутор                        | ↘73       |
| 6 | Остаповка        | село                         | ↘100      |
| 7 | Чаусовка         | хутор                        | ↘29       |
| 8 | Ярское           | село, административный центр | ↘745      |